# María León

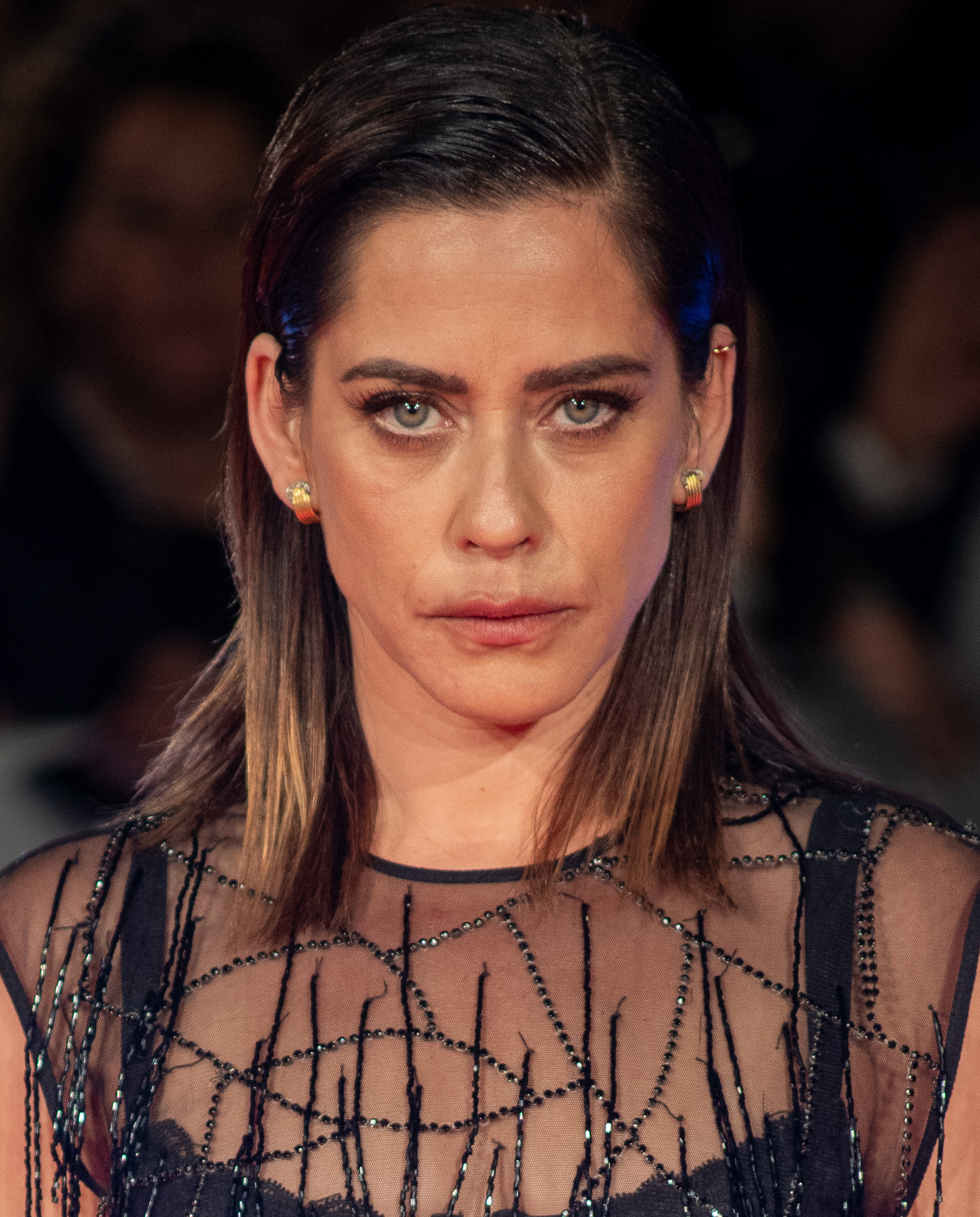
María León (2024)

María León Barrios (* 30. Juli 1984 in Sevilla) ist eine spanische Schauspielerin.

## Leben
María León war von 2006 bis 2007 in der spanischen Teenie-Soap SMS, sin miedo a soñar in der Rolle der Leti zu sehen. Es folgten weitere Auftritte im spanischen Fernsehen, wie etwa in der Comedy-Serie Aída, in der ihr Bruder, der Schauspieler und Regisseur Paco León, die Hauptrolle innehatte. Seit 2008 ist sie auch auf der Leinwand zu sehen. Das nach dem Spanischen Bürgerkrieg spielende Filmdrama La voz dormida (2011) von Benito Zambrano brachte ihr mehrere Darstellerpreise ein, darunter die Silberne Muschel des Festival Internacional de Cine de San Sebastián und der Goya in der Kategorie Beste Nachwuchsdarstellerin.
In den beiden von ihrem Bruder inszenierten Tragikomödien Carmina o revienta (2012) und Carmina y amén (2014), in denen ihre Mutter, die Schauspielerin Carmina Barrios, die Hauptrolle spielte, wirkte María León ebenfalls mit. Von 2015 bis 2019 spielte sie eine der Hauptrollen in der Serie Allí abajo. Für die Netflix-Serie Blumige Aussichten stand sie erneut mit ihrem Bruder gemeinsam vor der Kamera. In der Tragikomödie La lista de los deseos war sie 2020 neben Victoria Abril zu sehen.

## Filmografie (Auswahl)
- 2006–2007: SMS, sin miedo a soñar (TV-Serie, 99 Folgen)
- 2007: Cuenta atrás (TV-Serie, Folge 1x12)
- 2007: Hospital Central (TV-Serie, Folge 14x10)
- 2008: Maitena: Estados alterados (TV-Serie, Folge 1x21)
- 2009: Una bala para el rey (TV-Zweiteiler)
- 2009: Fuga de cerebros
- 2010: La tira (TV-Serie, Folge 1x04)
- 2010–2011: Aída (TV-Serie, drei Folgen)
- 2011: Los Quien (TV-Serie, Folge 1x08)
- 2011: La voz dormida
- 2012: Carmina o revienta
- 2012–2014: Con el culo al aire (TV-Serie, 42 Folgen)
- 2014: Carmina y amén
- 2014: Marsella
- 2015: Rey gitano
- 2015: Los miércoles no existen
- 2015–2019: Allí abajo (TV-Serie, 69 Folgen)
- 2016: Cuerpo de élite
- 2017: El Autor
- 2018: Sin fin
- 2018: Escapada
- 2019: Los Japón
- 2019–2020: Blumige Aussichten (La casa de las flores) (TV-Serie, zehn Folgen)
- 2020: La lista de los deseos
- 2021: Donde caben dos
- 2021: Besos al aire: Küssen verboten (Besos al aire) (TV-Zweiteiler)
- 2022: El universo de Óliver
- 2022: Heridas (TV-Serie, 13 Folgen)
- 2022: La Pietà (La Piedad)
- 2022: Historias para no contar
- 2022: Zasback (TV-Serie, Folge 1x04)
- 2023: Noche de Chicas (TV-Serie, sechs Folgen)
- 2023: El hijo zurdo (TV-Serie, sechs Folgen)
- 2023: Cerrar los ojos
- 2023: Mentiras pasajeras (TV-Serie, drei Folgen)
- 2024: El caso Asunta (TV-Serie, sechs Folgen)
- 2024: Atasco (TV-Serie, sechs Folgen)
- 2025: Perdiendo el juicio (TV-Serie, Folge 1x05)

## Auszeichnungen (Auswahl)

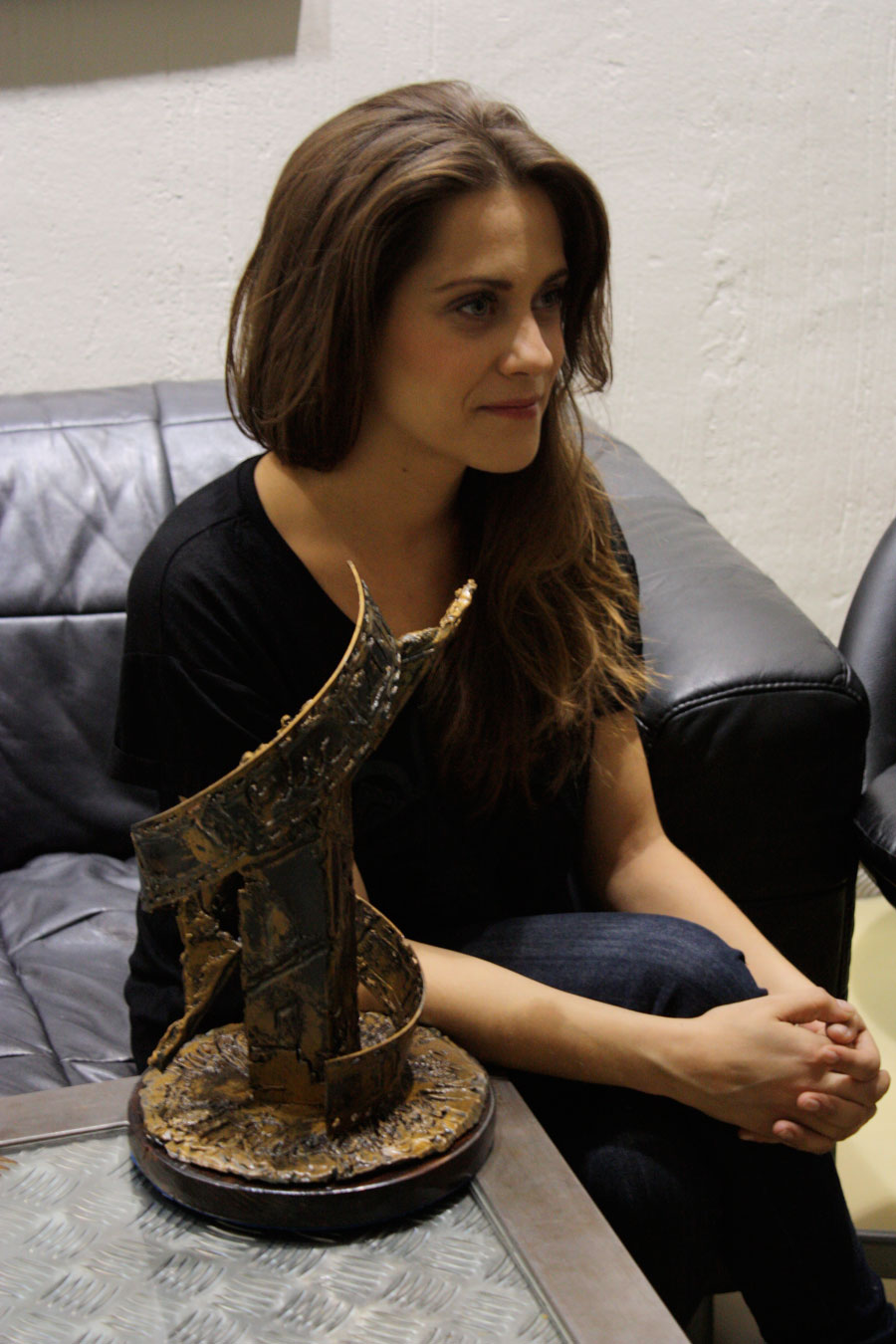
María León mit dem CiBRA-Preis für La voz dormida

- 2011: Silberne Muschel beim Festival Internacional de Cine de San Sebastián für La voz dormida[1]
- 2011: Preis beim Festival del Cine y la Palabra (CiBRA) für La voz dormida
- 2012: Nominierung für den Fotogramas de Plata in der Kategorie Beste Darstellerin – Film für La voz dormida
- 2012: Preis der Unión de Actores in der Kategorie Beste Hauptdarstellerin für La voz dormida
- 2012: Preis des Círculo de Escritores Cinematográficos in der Kategorie Bestes Nachwuchstalent für La voz dormida
- 2012: Goya in der Kategorie Beste Nachwuchsdarstellerin für La voz dormida
- 2013: Nominierung für den Goya in der Kategorie Beste Nebendarstellerin für Carmina o revienta
- 2015: Nominierung für den Goya in der Kategorie Beste Hauptdarstellerin für Marsella
- 2016: Nominierung für den Fotogramas de Plata in der Kategorie Beste Darstellerin – Fernsehen für Allí abajo